# Natalia Laufer
Natalia Lorna Laufer es una médica infectóloga, investigadora del CONICET y docente universitaria argentina. Es reconocida por su labor en el estudio del VIH, las hepatitis virales, la coinfección HIV-VHC, y la transmisión vertical del VIH. Se desempeña como investigadora en el Instituto de Investigaciones Biomédicas en Retrovirus y SIDA (INBIRS), dependiente de la Universidad de Buenos Aires y el CONICET. También ejerce como médica infectóloga en el Hospital Juan A. Fernández y participa en comisiones científicas tanto nacionales como internacionales.

## Formación académica

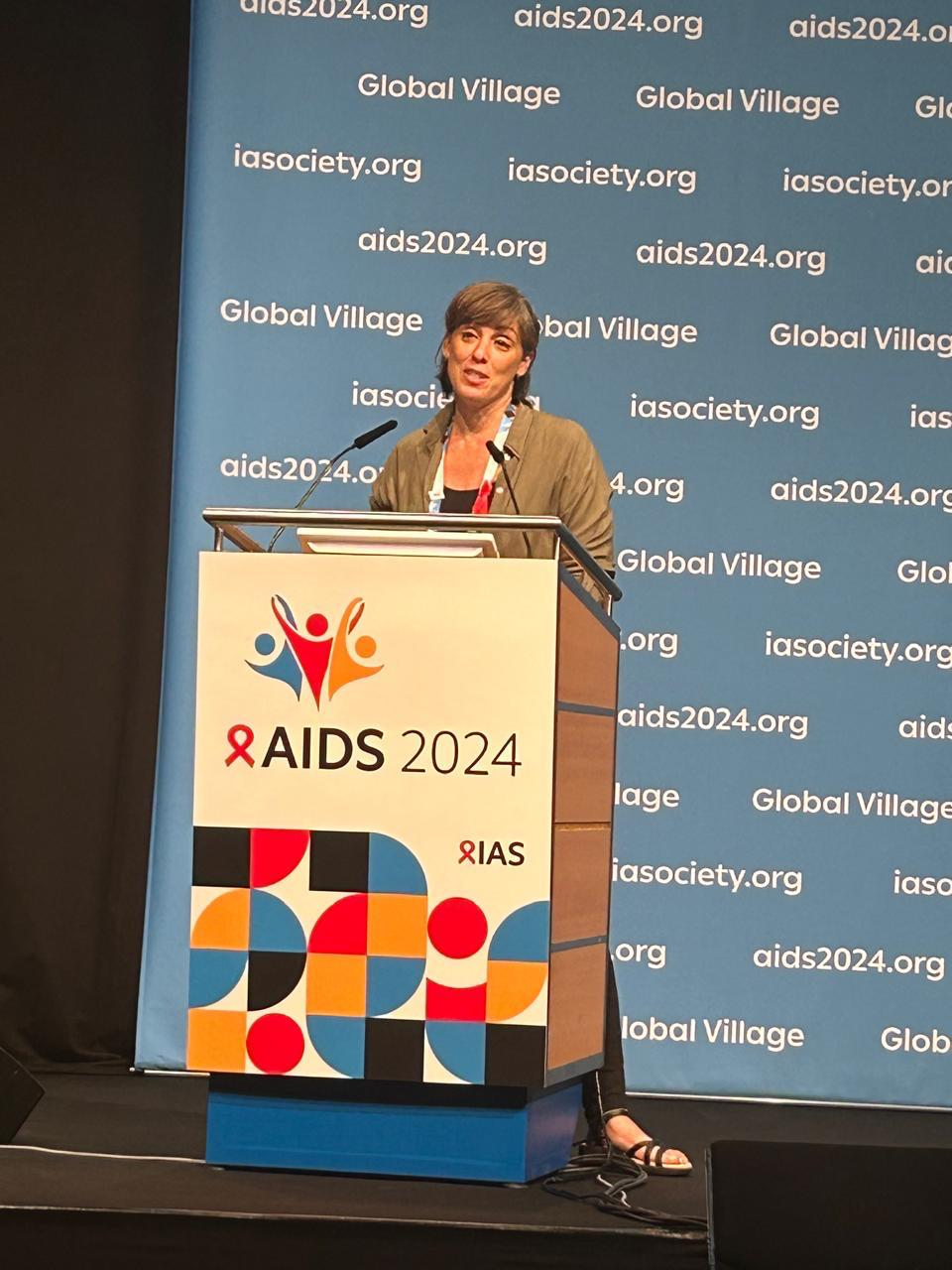
Natalia Laufer presentando en AIDS 2024

Laufer obtuvo su título de médica en la Universidad Favaloro en 1999. Realizó su residencia en Enfermedades Infecciosas en el Hospital Juan A. Fernández (1999–2004), donde también fue jefa de residentes. En 2010 obtuvo el título de Doctora en Medicina por la Universidad de Buenos Aires. Posteriormente realizó una diplomatura en Ensayos Clínicos en la University of London.

## Carrera profesional
Es investigadora del CONICET y desarrolla su labor científica en el INBIRS, donde dirige proyectos enfocados en la patogénesis del VIH. Sus líneas de trabajo incluyen estudios sobre la latencia del virus, la respuesta inmunológica y el impacto del virus en poblaciones específicas como:
- Jóvenes con adquisición perinatal del VIH
- Personas lactantes con VIH
- Controladores de élite

En el plano clínico, trabaja como médica infectóloga en el Hospital Juan A. Fernández. También forma parte de la Comisión de Hepatitis de la Sociedad Argentina de Infectología y es docente en la Facultad de Medicina de la Universidad de Buenos Aires, donde dicta materias como inmunología y enfermedades infecciosas.

## Investigaciones destacadas

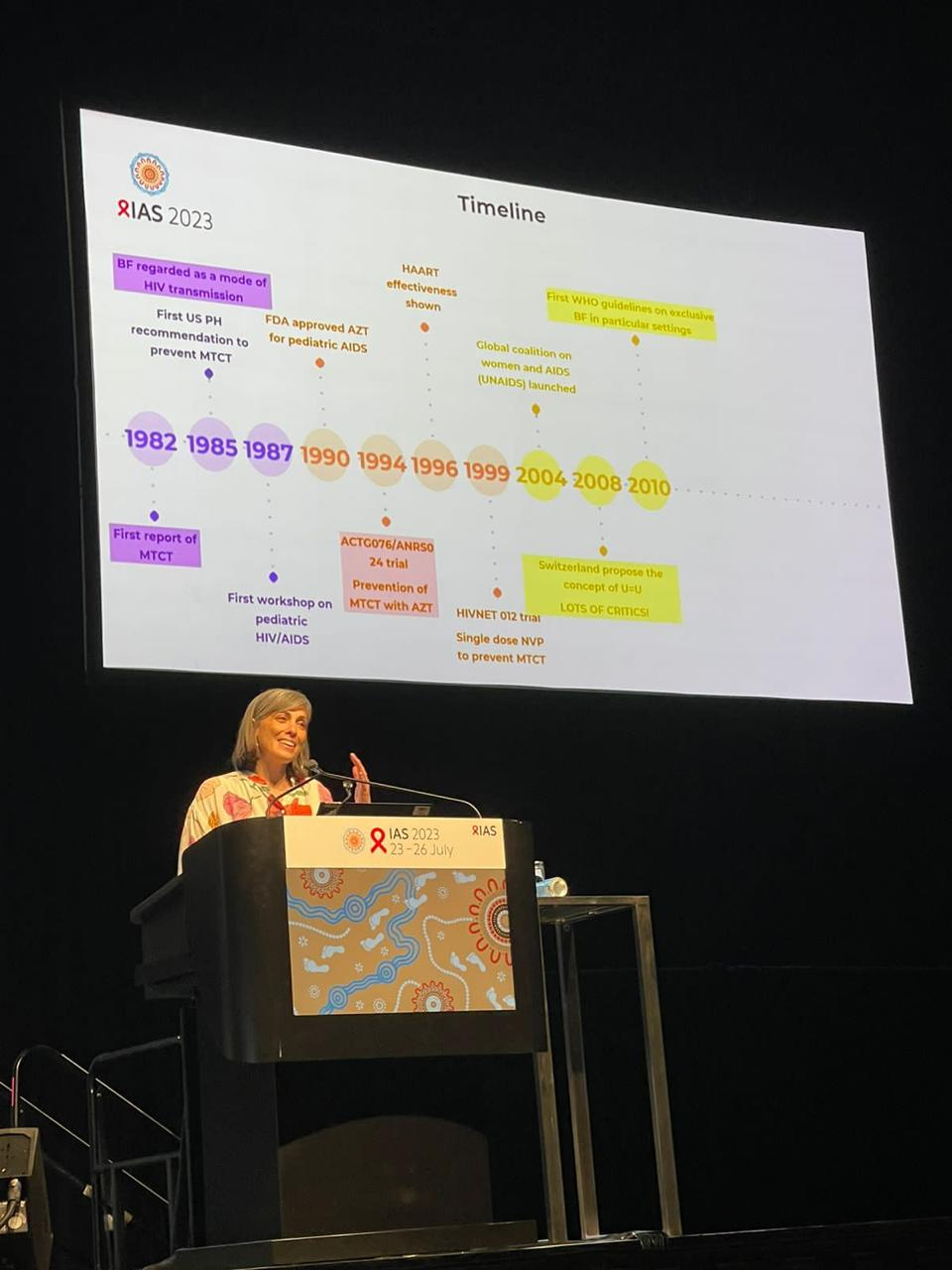
Natalia Laufer presentando en IAS 2023

Laufer ha contribuido significativamente al entendimiento de diversas áreas vinculadas al VIH:
- Coinfección VIH-VHC: Ha investigado los mecanismos inmunológicos que contribuyen a la fibrosis hepática en personas coinfectadas.
- Lactancia y VIH:  Ha promovido investigaciones que permiten definir la potencial presencia de virus libre o asociado a células de personas  con carga viral indetectable, que optan amamantar a sus hijos/as.
- Linfocitos T y reservorios virales: Ha estudiado el la persistencia del VIH en en diferentes escenarios, incluyendo las personas controladoras de élite, adultos jovenes con transmisión perinatal del VIH e individuos que viven con VIH y hepatitis C

Sus investigaciones han sido presentadas en foros internacionales como la IAS (International AIDS Society) y AIDS 2024.